# Theristus (D.) furcatum
Theristus (D.) furcatum är en rundmaskart. Theristus (D.) furcatum ingår i släktet Theristus, och familjen Monhysteridae. Arten är reproducerande i Sverige.